# Bourlon
 Bourlon  es una población y comuna francesa, situada en la región de Norte-Paso de Calais, departamento de Paso de Calais, en el distrito de Arras y cantón de Marquion.

## Demografía
| 1120 | 1123 | 1065 | 1135 | 1212 | 1246 |
| Para los censos de 1962 a 1999 la población legal corresponde a la población sin duplicidades (Fuente: INSEE [Consultar]) |      |      |      |      |      |